# Carlos Raúl Yepes Jiménez
Carlos Raúl Yepes Jiménez (Medellín, 19 de mayo de 1964) es un empresario del sector financiero colombiano. Fue Presidente de Bancolombia durante 5 años, desde 2011 hasta 2016.

## Biografía
Bachiller del Colegio San Ignacio de Loyola (Medellín), abogado de la UPB (Medellín), especialista en Derecho de los Negocios de la Universidad Externado (Bogotá), Magíster en Estudios Humanísticos de EAFIT (Medellín). Ha realizado igualmente cursos especializados en Estados Unidos en la Universidad de Delaware, en Kellog School of Management, IESE y Yale School of Management.
Su vida profesional se inició en la oficina de abogados de su profesor Carlos Alberto Velásquez, fue Director Jurídico de la Unión de Bananeros de Urabá, se desempeñó como Director Jurídico y Vicepresidente de Auditoría del Banco Industrial Colombiano -BIC-, donde hizo parte del equipo que lideró la colocación de acciones del BIC en la Bolsa de Nueva York en 1995 (CIB-NYSE) y la compra del Banco de Colombia, que dio origen a Bancolombia en 1998.  Fue Vicepresidente de Asuntos Corporativos del Grupo Argos y Presidente del Grupo Bancolombia.
Ha sido miembro de las juntas directivas de Bancolombia y sus filiales, de las filiales del Grupo Argos, Suramericana de Seguros, la Asociación Nacional de Empresarios Colombianos –ANDI- Fundación ANDI, Asobancaria, ANIF, Empresas Públicas de Medellín-EPM, Vivaair, Proantioquia, Transparencia por Colombia, Inverfam.   Ha sido miembro del Consejo Consultivo del Departamento para la Prosperidad Social (DPS) y de la Agencia Nacional para la Reinserción y la Reintegración-ACR, de la Corporación Reconciliación Colombia, de la Misión Crecimiento Verde de Planeación Nacional (DNP), de la de la Junta Administradora del Fondo de Mitigación de Emergencias-FOME (covid-19), de la iniciativa Todos por la Paz, de la Comisión de Paz del Gobierno Nacional, de la Subcomisión de Paz de Proantioquia, del Grupo Transformación Medellín 2025, de la Alianza por Cartagena, del Centro de Pensamiento de Cartagena y Bolívar, Embajador de Medio Ambiente de la UNODC (United Nations Office On Drugs and Crime).  Ha sido miembro de las juntas directivas de las fundaciones de la Selección Colombia de Futbol y Tras la Perla de América (Carlos Vives).
Actualmente hace parte de las Juntas Directivas de Interconexión Eléctrica ISA, Postobón, Grupo Hotelero Las Américas-Talarame, del Comité Asesor de Avianca, del Consejo Asesor de la Universidad Internacional de La Rioja (UNIR), del Consejo Empresarial Alianza por Iberoamérica (CEAPI), de la Corporación Libertank, de la Fundación La JuanFe, de la Fundación Ximena Rico y de la Fundación Soy Cartagena,
Ha sido reconocido por el diario La República, que lo eligió como el empresario del año 2012;  la Revista Semana, que lo destacó entre los mejores líderes del país en el 2013;  la revista América Economía que lo nombró como el líder transformador por su proyecto de una banca más humana en el 2014;  la encuesta de reputación MERCO – Portafolio destacándolo como el líder con mejor reputación en Colombia en 2014 y 2015; la Fundación Liderazgo y Democracia en conjunto con la Revista Semana quienes en el 2015 lo reconocieron, por su liderazgo público como agente de cambio social, como uno de los 20 mejores líderes en Colombia 2011-2014, igualmente reconocido por el Instituto Latinoamericano de Liderazgo 2016, designado como el Mejor Gerente de Colombia por la encuesta Elite Empresarial del diario Portafolio en 2015 y 2016, reconocido por la Universidad Pontificia Bolivariana y el Colegio San Ignacio de Loyola como egresado distinguido y por el Colegio de Abogados de Medellín como Jurista Destacado y miembro honorario.  El Gobierno Nacional de Colombia le otorgó la Cruz de Boyacá, el Congreso de la República de Colombia le otorgó la condecoración Grado Caballero, el Concejo de Medellín la Orden al mérito Juan Del Corral y el Ministerio de Defensa Nacional la Medalla por Servicios Distinguidos. 
Es autor de los libros: Por Otro Camino-De Regreso a lo Humano y Vale La Pena Pensarlo, publicados por la editorial Penguin Random House.